# Nadja
Nadja je žensko osebno ime.

## Izvor imena
Ime Nadja je različica ženskega osebnega imena Nada.

## Tujejezikovna raba imena
- pri Madžarih: Nadja
- pri Nemcih: Nadja
- pri Rusih: Надя (Nadja)
- pri Švedih: Nadja

## Pogostost imena
Po podatkih Statističnega urada Republike Slovenije je bilo na dan 31. decembra 2007 v Sloveniji število ženskih oseb z imenom Nadja: 1.590. Med vsemi ženskimi imeni pa je ime Nadja po pogostosti uporabe uvrščeno na 142. mesto.

## Osebni praznik
Osebe z imnom Nadja lahko godujejo takrat kot osebe z imenom Nada.